# Haim Revivo
Haïm Revivo, né le 22 février 1972 à Ashdod, est un footballeur israélien. Il évolue au poste de milieu offensif ou d'avant-centre du début des années 1990 au milieu des années 2000. Il est connu pour ses buts sur coup franc et ses célébrations après ses buts.

## Biographie
Né le 22 février 1972 à Ashdod, Israël, Haïm Revivo est issu d'une famille juive marocaine. 
Il joue pour Bnei Yehoudah, Hapoël Tel-Aviv et pour le Maccabi Haïfa avant de rejoindre le club espagnol de Celta Vigo. Il évolue également en Turquie au Fenerbahçe et de Galatasaray.
Ses deux premières années avec Fenerbahçe SK sont une réussite et il remporte le titre de champion de Turquie en 2001. Il perd cependant sa place de titulaire et rejoint alors le rival du Galatasaray SK. Il ne joue qu'une saison au club avant de quitter la Turquie.
Après son retour en Israël, il signe au MS Ashdod mais après seulement 12 matchs, il  se retire du football. 
Il a participé à la deuxième saison de l'émission Rokdim Im Kokhavim, la version israélienne de Danse avec les stars. Il termine à la 2e place. 
Actuellement, Haïm Revivo est un homme d'affaires et est l'un des propriétaires du MS Ashdod.

## Palmarès
- champion de Turquie en 2001 avec Fenerbahçe SK.
- Vainqueur de la Coupe d'Israël en 1995 avec le Maccabi Haïfa.

- Meilleur buteur du Championnat d'Israël en 1995 et 1996.

- 67 sélections pour 15 buts inscrits en équipe d'Israël[3].